# Венцислав Гурков
Венцислав Гурков е български футболист, защитник, състезател от лятото на 2015 година на ФК Струмска слава (Радомир). Национал на България, в селекцията за аматьори, водена от треньора Валери Дамянов през 2013-2014 година.
Израства в школата на столичния Септември (София), като през 2010 г. започва да играе в първия състав на отбора, който се състезава в Югозападната „В“ ФГ. През лятото на 2012 г. започва подготовка със ФК Сливнишки герой (Сливница), като е картотекиран в отбора през месец август.
Прави дебют за сливничани на 19 август 2012 г. в мача срещу Перун (Кресна), I кръг от шампионата на ЮЗ „В“ ФГ, завършил 1-1. Напуска отбора през зимата на 2015 година.
От есента на 2015 година е част от ПФК Локомотив (София), но след разпадането на отбора се присъединява към ФК Струмска слава (Радомир).